# Дългият път на деня към нощта
„Дългият път на деня към нощта“ (на английски: Long Day's Journey into Night) е автобиографична пиеса на американския автор Юджийн О'Нийл. Световно е призната като една от най-добрите пиеси на американския театър.
Въпреки че О'Нийл завършва текста през 1941 г., творбата му вижда бял свят чак през 1956 г. Авторът моли Бенет Сърф, неговият издател, да я публикува 25 години след смъртта му поради автобиографичните елементи. Вдовицата на О'Нийл, Карлота Монтерей, осъжда Сърф и издателство Random House и получава правата над пиесата 2 години след смъртта на съпруга си.
През 1956 г. пиесата се издава на хартиен формат от Йейлския университет, а след това се играе за пръв път в Датския кралски театър в Швеция. Няколко месеца по-късно „Дългият път на деня към нощта“ дебютира на Бродуей, след което печели наградите Пулицър и Тони за най-добра пиеса.